# 855 Newcombia
855 Newcombia, asteroid glavnog pojasa. Otkrio ga je Sergej Beljavski, 3. travnja 1916.

## Vanjske poveznice
- Minor Planet Center